# قمبود لاميماني
قمبود لاميماني (الاسم العلمي: Campodea lamimani) هو نوع من الحيوانات يتبع جنس القمبود من فصيلة القمابيد.